# O Colégio das Quatro Torres
O Colégio das Quatro Torres (Malory Towers no original) é uma colecção de doze livros de literatura infantil/juvenil de Enid Blyton. A colecção passa-se num colégio interno só de raparigas na Cornualha e conta as aventuras de Diana Rivers, Celeste Hope, Alice Johns, Benedita Maria Lacey, Milu e as suas colegas.
O colégio é baseado no colégio interno feminino Benenden School que as filhas de Enid Blyton frequentaram, e que foi transferido durante a guerra para a costa marítima da Cornualha.
Em 2009 acrescentados mais seis novos livros à colecção da autora Pamela Cox, que também escreveu para a colecção As Gémeas. 

## Personagens
A colecção segue a heroína Diana Rivers (Darrel Rivers no original) desde o seu primeiro ano no Colégio das Quatro Torres até à sua saída. Outras personagens incluem:
- Celeste Hope (Sally Hope, no original), a melhor amiga de Diana, muito inteligente;
- Felicidade Rivers (Felicity Rivers, no original), a irmã de Diana;
- Ludovina Maria Lacey (Gwendoline Mary Lacey no original), a mártir mimada;
- Alice Johns (Alicia Johns no original), tem a língua afiada, é competitiva, inteligente e a brincalhona da turma;
- Milu (Mary-Lou no original), pequena e tímida, mas com bom coração;
- Irene, génio musical desatenta;
- Belinda Morris, génio artístico desatenta;
- Joana MacDonald, astuta e directa;
- Bia Hill (Wilhelmina 'Bill' Hill, no original);
- Guida, apaixonada por cavalos;
- Clarisse Carter, melhor amiga de Guida
- Constança, gémea da Rute
- Rute, gémea da Constança

As personagens são muito similares ao conjunto de personagens da colecção As Gémeas (St. Clare’s no original), que Blyton também escreveu.

## Livros
Os seis livros oficiais da colecção
1. O colégio das Quatro Torres – no original First Term at Malory Towers (1946)
2. O Segundo ano no colégio das Quatro Torres – no original Second Form at Malory Towers (1947)
3. O terceiro ano no colégio das Quatro Torres – no original Third Year at Malory Towers (1948)
4. O quatro ano no colégio das Quatro Torres – no original Upper Fourth at Malory Towers (1949)
5. O quinto ano no colégio das Quatro Torres – no original In the Fifth at Malory Towers (1950)
6. o ultimo ano no colégio das Quatro Torres – no original Last Term at Malory Towers (1951)

Pamela Cox escreveu seis sequelas em 2009 que se focam nas aventuras de Felicity Rivers , Susan Blake e June Johns:
1. Um novo período no colégio das Quatro Torres – no original New Term at Malory Towers (2009)
2. Um mistério no Colégio das Quatro Torres – no original Summer Term at Malory Towers (2009)
3. Um espectáculo no Colégio das Quatro Torres – no original Winter Term at Malory Towers (2009)
4. Rivalidades no Colégio das Quatro Torres – no original Fun and Games at Malory Towers (2009)
5. Segredos no Colégio das Quatro Torres – no original Secrets at Malory Towers (2009)
6. Adeus Colégio das Quatro Torres – no original Goodbye Malory Towers (2009)